# From Darkness
Albums de Avishai Cohen
Almah
(2013)
From Darkness est un disque d'Avishai Cohen paru en 2015. Une édition en CD est accompagnée d'un bonus DVD live at Jazz in Marciac 2014.

## Morceaux
1. Beyond
2. Abie
3. Halelyah
4. C#
5. Ballad for an Unborn
6. From Darkness
7. Lost Tribe
8. Almah Sleeping
9. Signature
10. Amethyst
11. Smile

### Bonus DVD live at Jazz in Marciac 2014
Enregistré à Jazz in Marciac le 10 août 2014 - durée : 24 minutes
1. Beyond
2. Amethyst
3. Ballad for an Unborn
4. C#

## Musiciens
- Avishai Cohen - Contrebasse, basse électrique
- Nitay Hershkovits - Claviers
- Daniel Dor - Percussions, Batterie